# Sergej Sjarikov
Sergej Aleksandrovitj Sjarikov, född 18 juni 1974 i Moskva, död 6 juni 2015 i Tarusskij rajon i Kaluga oblast, var en rysk fäktare som bland annat tog OS-brons i herrarnas lagtävling i sabel i samband med de olympiska fäktningstävlingarna 2004 i Aten.